# Goniothalamus malayanus
Goniothalamus malayanus är en kirimojaväxtart som beskrevs av Joseph Dalton Hooker och Thomas Thomson. Goniothalamus malayanus ingår i släktet Goniothalamus och familjen kirimojaväxter.

## Underarter
Arten delas in i följande underarter:
- G. m. dispermus
- G. m. slingerlandtianus